# In planta
In planta, либо in-planta (от англ. plant — «растение»), — термин, обозначающий метод прямого трансформирования гена растения. Данный метод полезен для тех растений, у которых отсутствует тканевая культура и система регенерации. Неоспоримым достоинством трансформирования in planta являются: получение большого количества трансгенных растений и накопление высокой концентрации общего растворимого белка за короткое время.
Фраза создана по аналогии с фразами in vivo (в живом организме) и in vitro (в пробирке), но сама не является латинской.